# Барминцы
Барминцы — упразднённая в 1986 году деревня в составе Фалёнского района Кировской области.

## История
Деревня Барминцы Святицкой волости основана между 1727—1765 гг. Название деревни произошло от фамилии первых жителей. В XVIII веке вся земля в округе до реки Сады пустовала, поэтому население Барминцев быстро росло. В 1926 году деревня являлась центром Барминского сельсовета.
В 1960-х провели укрупнение и центр колхоза перевели в близрасположенное село Святицу. В 1970-е селение начало затухать, местную школу закрыли. Население постепенно переезжало, основная его часть — в Святицу. Для этого в Святице выстроили целую улицу двухквартирных домов.
В конце 1970-х годов рядом с деревней геологи поставили буровую вышку. По их данным, где-то здесь должна проходить крупная нефтяная жила. Но крупного месторождения они не нашли и вскоре свернули работы.
С 27 января 1986 года Решением Кировского облсовета № 2/55 от 27/01/1986 д. Барминцы снята с учёта, как несуществующий населенный пункт.

## Население
В 1926 году в 39 хозяйствах проживало 216 жителей. В дальнейшем население сокращается. В 1960-е годы Барминцы были самым крупным населенным пунктом Советского сельсовета, и продолжали оставаться таковым, поскольку в 1960-е годы в них съезжались жители окрестных деревень.

## Инфраструктура
До войны возник существующий и поныне колхоз имени Свердлова. Здесь имелись свои зерносклады, мехток, коровник, телятник, овчарня, свинарники, конный двор, кузница, два овощехранилища, нефтебаза, магазин, начальная школа, ясли, клуб.